# Esquites

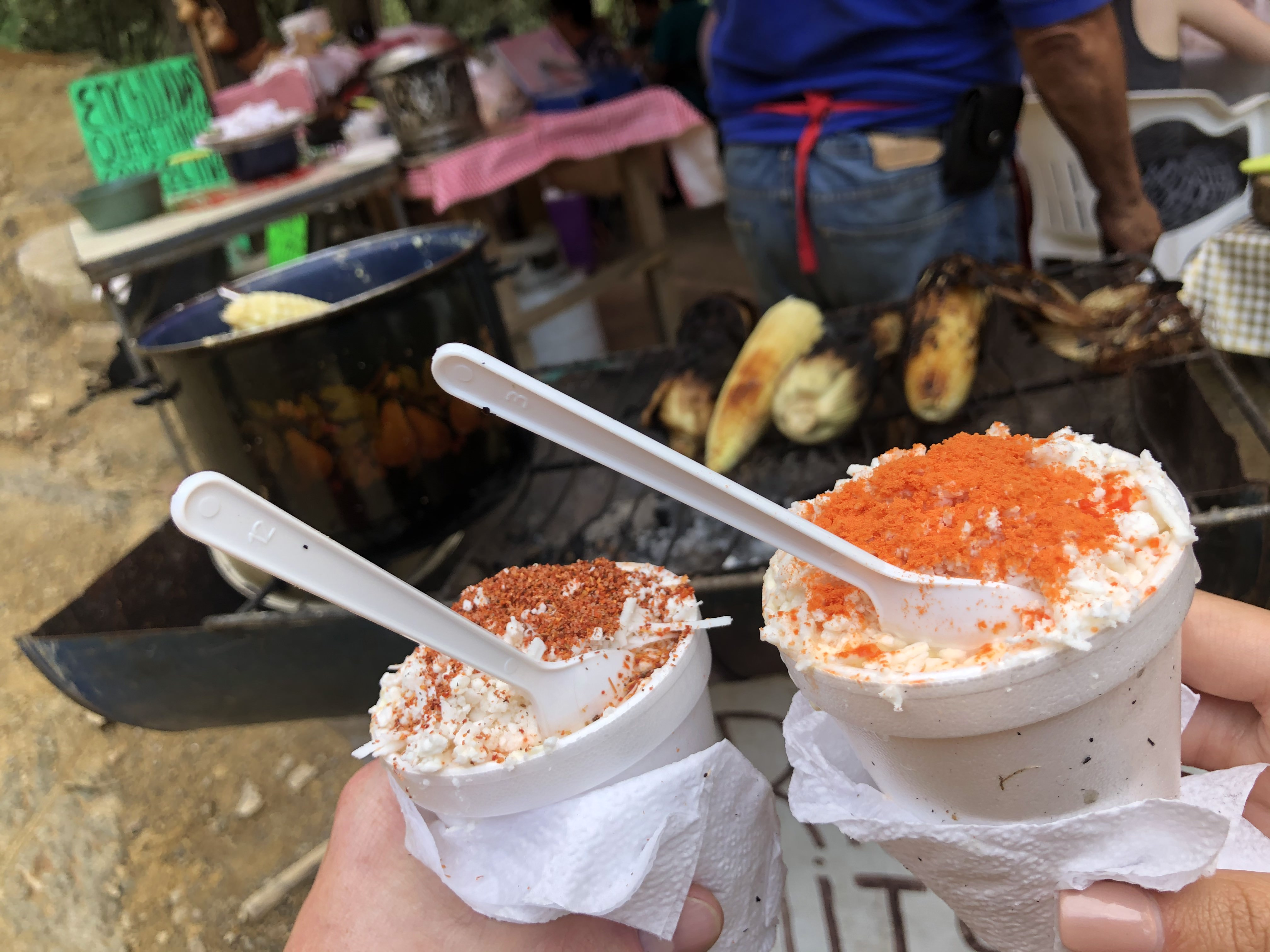
Hombre preparando esquites fritos en mantequilla en una cazuela de barro

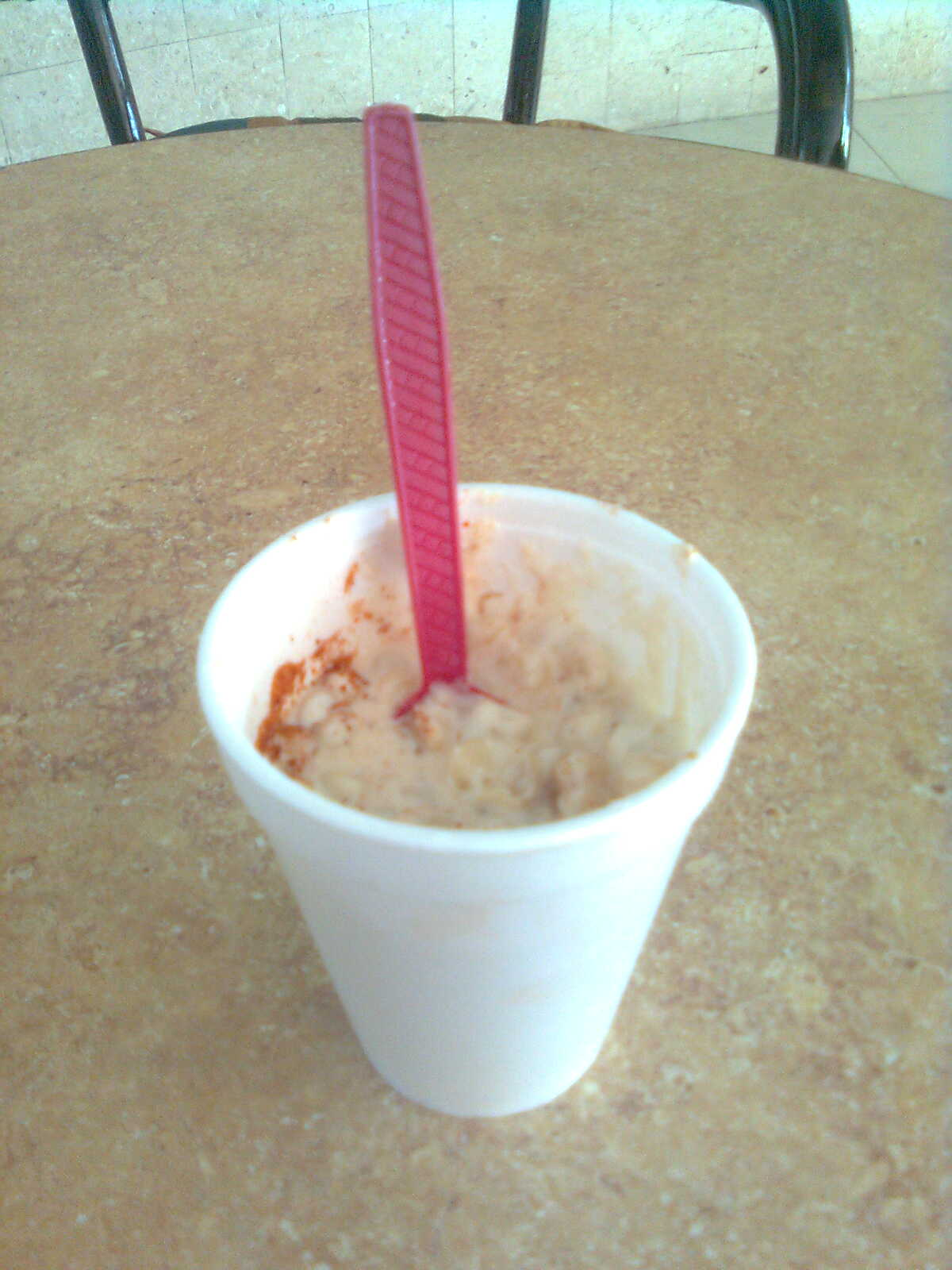
Un vaso de esquites

Los esquites, trolelotes, vasolotes, chascas y elote en vaso, son una preparación mexicana de granos de elote (mazorca de maíz tierno), generalmente hervido con sal y epazote, aunque con muchas variantes regionales. Se considera un antojito, es decir, una comida de calle típica de la gastronomía mexicana, y es popular en el centro del país. Las denominaciones e ingredientes varían ampliamente dependiendo la zona donde se prepare.

## Historia
La palabra esquites o ezquites proviene del náhuatl izquitl, de icehqui 'tostar (en comal)', y se referían al maíz tostado. Bernardino de Sahagún refiere que los mexicas comían "mahiz tostado, que ellos llaman izquitlj", y se asociaba a la festividad de Cihuapipiltin. En la religión de los wixárricas existe la Xarikixa o Fiesta del Esquite, una festividad religiosa. Su venta en México ocurre en mayor medida de forma callejera por las noches en carritos y puestos callejeros, así como en fiestas populares, plazas públicas y ferias. «Esquite» también es una forma de referirse a alguien tonto, idiota.

## Preparación
La preparación de los esquites va a variar dependiendo de la región como: 
- Esquites: son los granos de elote fritos en aceite o hervidos con chile de árbol, epazote y cebolla. Son servidos con sal, jugo de limón, chile piquín, crema y queso. En algunos puestos, también le ponen mayonesa. En Sinaloa, son normalmente preparados con mayonesa, queso, jugo de limón y chile y estos son hervidos en agua con sal.
- Chascas o chaskas: los granos de elote servidos con sal, jugo de limón, mayonesa y chile. Los ingredientes opcionales pueden ser  tocino o champiñones y se sirven empapelados, asados o cocidos.
- Vasolote: el elote se hierve en agua con sal, su sabor se conserva intacto. Se le añaden los ingredientes tradicionales como jugo de limón, chile, mayonesa y queso.
- Trolelote: se prepara con maíz hervido, mayonesa, margarina, jugo de limón, queso molido de la región y chile en polvo o salsa.
- Chileatole: se prepara en ollas de barro, se utiliza maíz, agua, chile serrano molido, granos de elote, elote en trozos, epazote y sal.
- Elote en vaso: se preparan con el grano de maíz hervido con mayonesa o crema, chile en polvo, salsa, queso blanco y queso amarillo fundido.
- Cóctel de elote: se preparan con los granos de maíz hervidos con mayonesa o crema, mantequilla o margarina, chile en polvo, salsa picante y queso blanco rallado. Generalmente, se consume en la región de Sonora y Baja California.

## Variaciones regionales

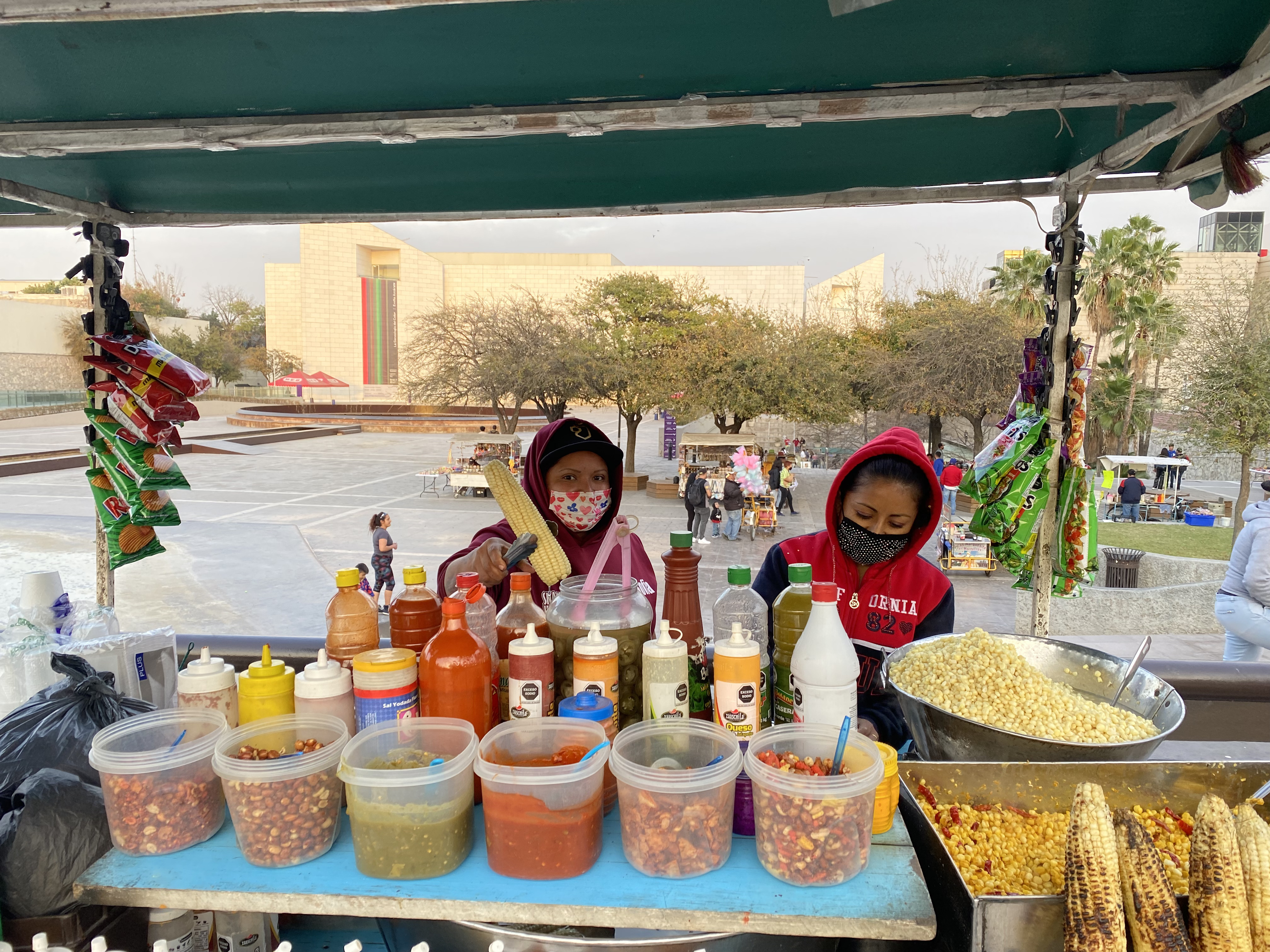
Mujeres vendiendo elote en vaso en México.

A este platillo típico mexicano se le conoce de una manera distinta en las regiones de México.
- Esquite o esquites: Sinaloa, Veracruz, Yucatán, Quintana Roo, Campeche, Tabasco, Chiapas, Oaxaca, Estado de Guerrero, Puebla, Tlaxcala, Morelos, Estado de México, Querétaro, Guanajuato, Hidalgo, Colima, Ciudad de México y Nayarit.
- Chascas o chaskas: Aguascalientes.[13]
- Vasolote: Michoacán.
- Cóctel de elote: Baja California y Sonora.
- Trolelote o trole: San Luis Potosí y Tamaulipas.
- Elote desgranado: Durango.
- Esquite, elote en vaso: Baja California y Sonora.
- Elote en vaso: Baja California Sur, Zacatecas, Chihuahua, Coahuila, Nuevo León y Jalisco.
- Esquites borrachos: Hidalgo.[3]

También existen combinaciones en las que se le agrega esquite, como lo son los tostiesquites que es una combinación frituras comerciales mexicanas "Tostitos" con esquites, a esto se añade crema o mayonesa, queso, chile y jugo de limón.

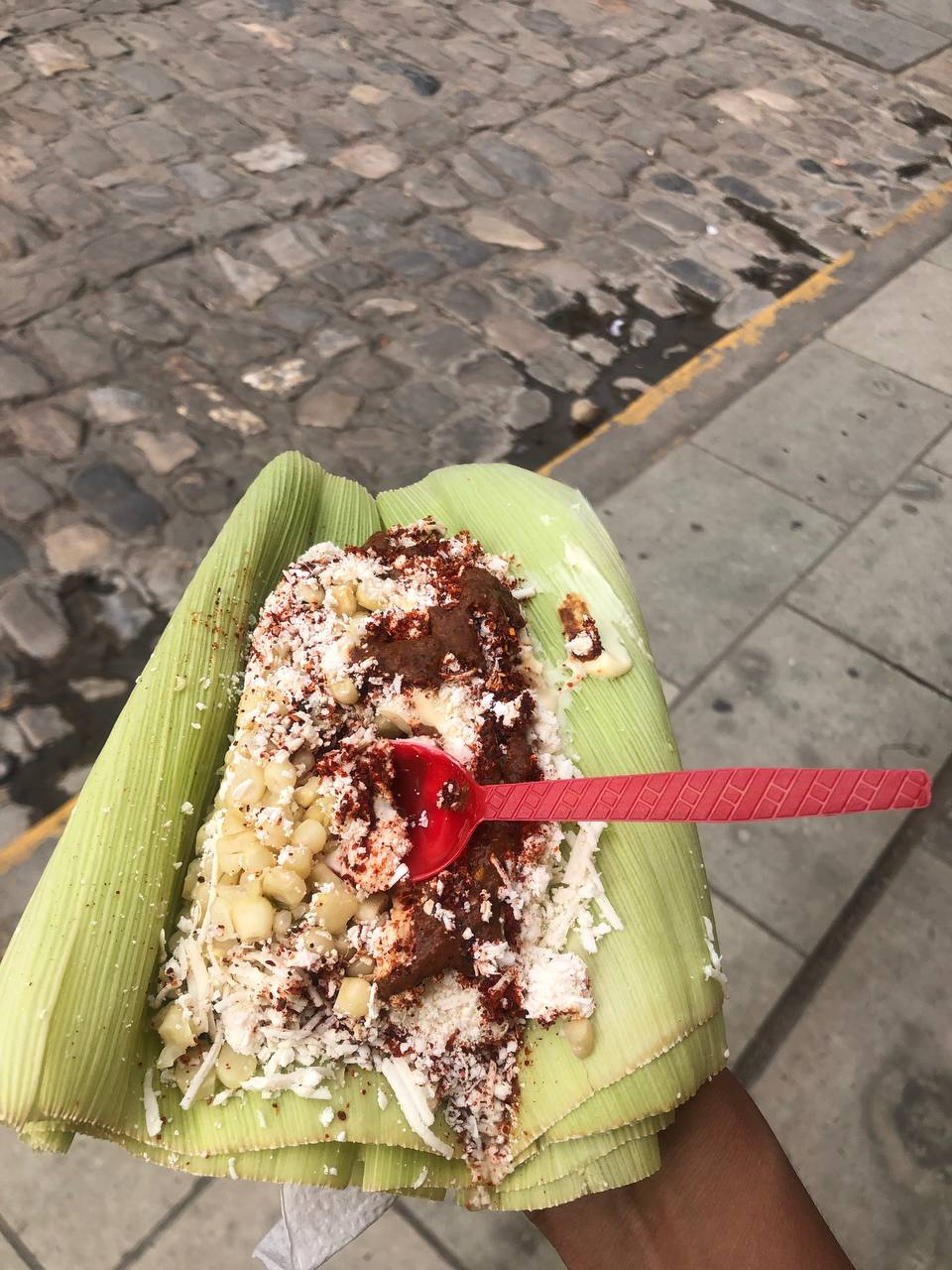
Esquites en hoja de maíz con salsa de chapulín
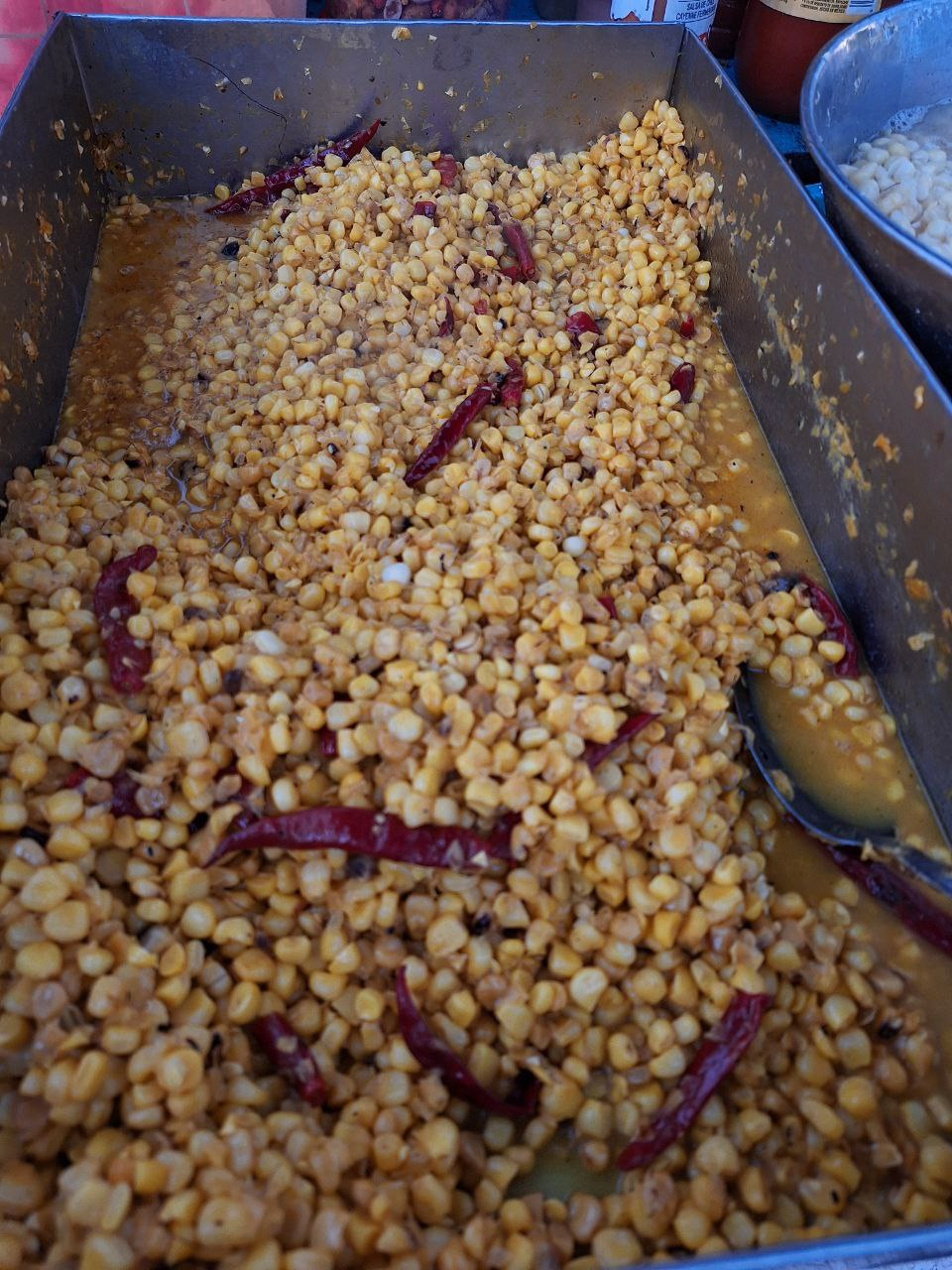
Esquites con chile de árbol en Monterrey
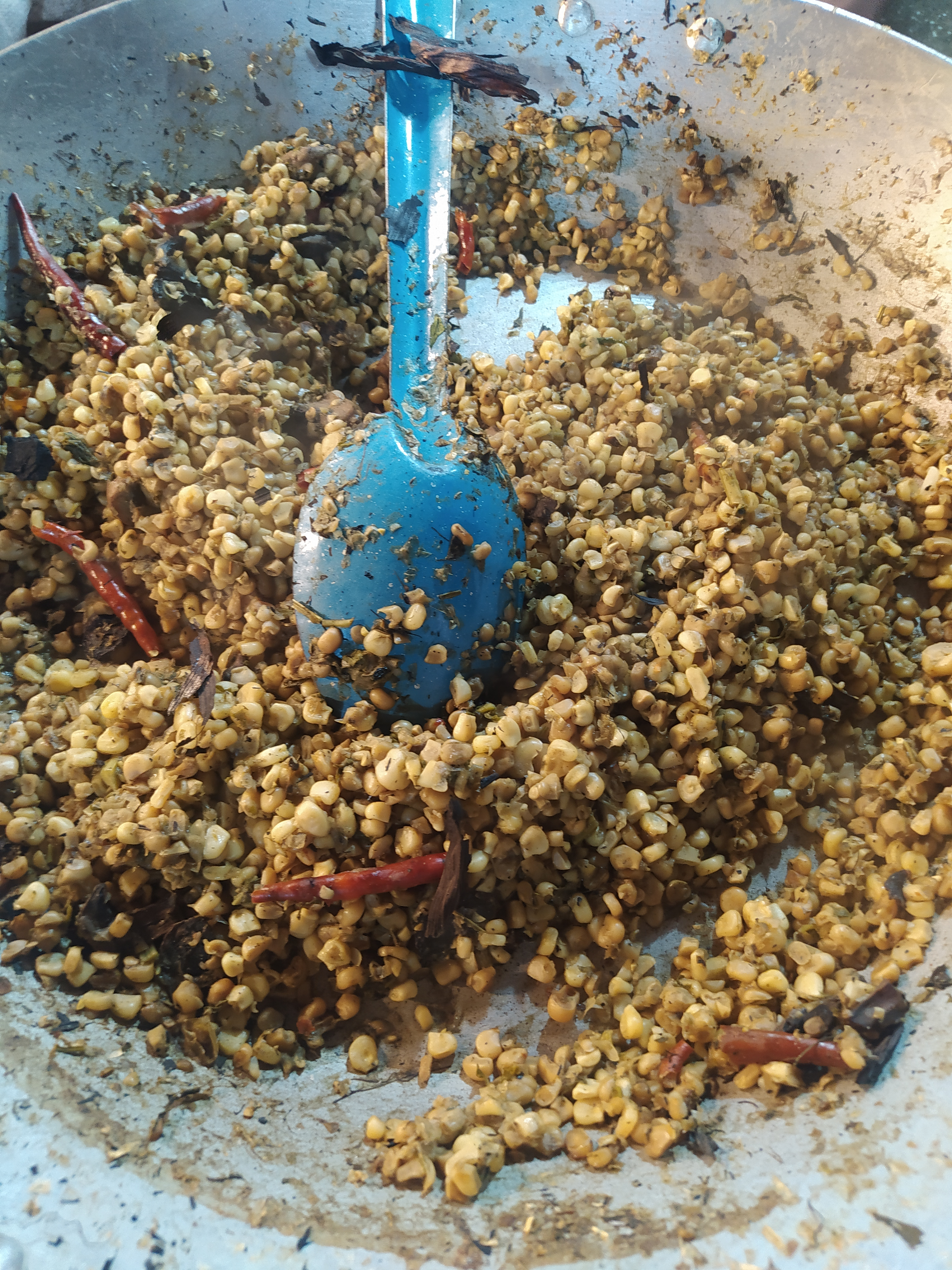
Esquites asados con chile y champiñones